# Z (simbolo militare)
La lettera Z in caratteri latini (in russo зет?, zet) è uno dei numerosi simboli (inclusi anche "V" e "O") dipinti sui veicoli militari delle forze armate russe coinvolte nell'invasione russa dell'Ucraina del 2022. Secondo alcuni esperti, tali simboli sarebbero stati ideati con l'intento di distinguere i mezzi della Federazione Russa da quelli dell'Ucraina, dato che entrambe le nazioni utilizzano numerosi veicoli e armamenti simili, molto spesso nati da progetti risalenti al periodo dell'Unione Sovietica, o direttamente dell'epoca. I caratteri sono stati poi rilanciati dalla propaganda come simboli militaristi del supporto alle forze russe.

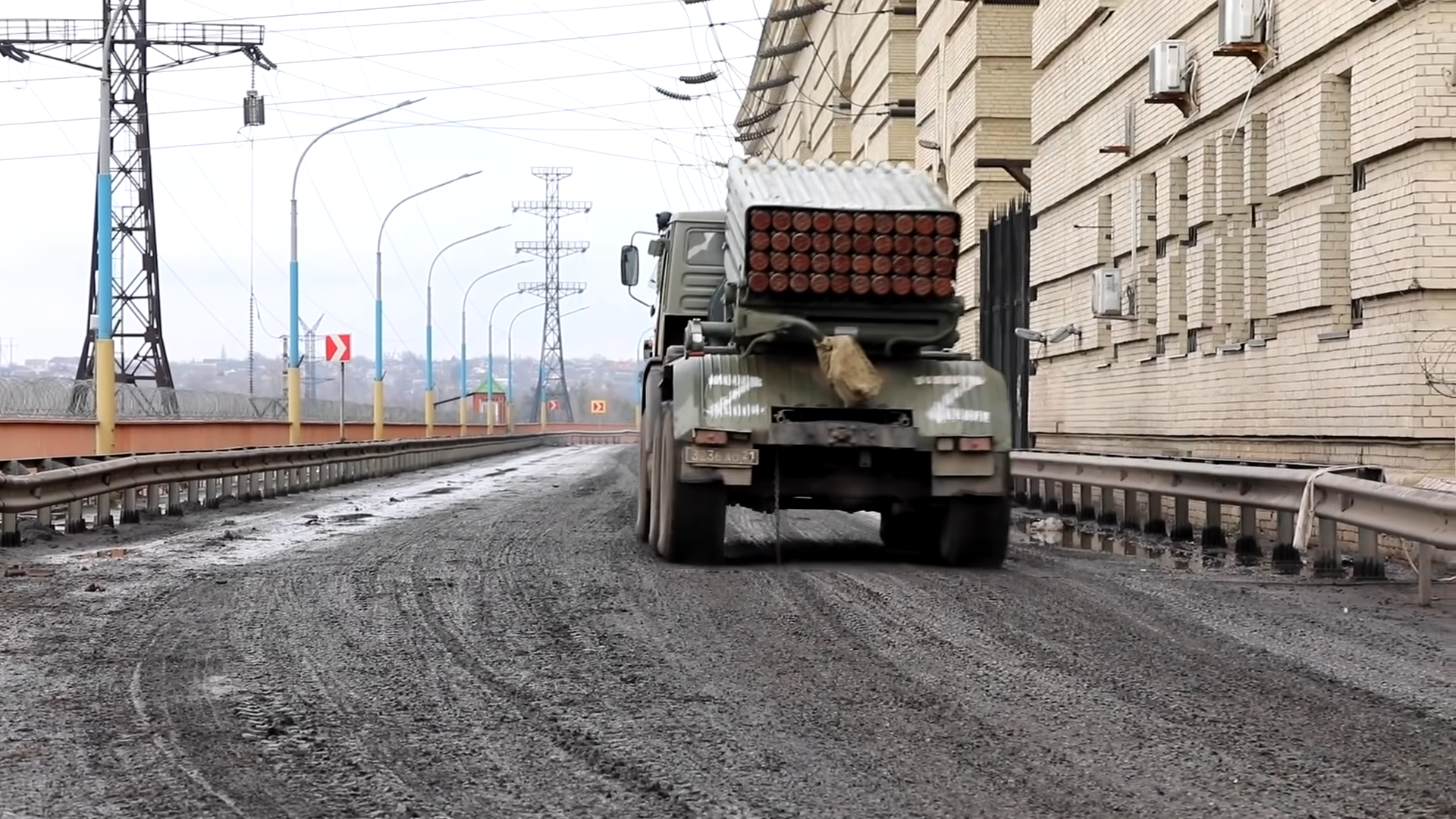
Un camion dell'esercito russo che riporta la lettera Z sul retro.

## Simboli
Durante l'invasione russa dell'Ucraina del 2022 i simboli "V" e "O" sono stati utilizzati dalle forze armate russe sui mezzi impiegati nel fronte settentrionale e nelle aree prossime alla capitale ucraina, mentre le forze dispiegate nel Donbass e dalla Crimea presentano principalmente il simbolo "Z" con una prevalenza del simbolo raffigurato rinchiuso in un riquadro sul fronte dell'oblast' di Charkiv.

I simboli sembrano corrispondere all'area in cui operavano i veicoli

L'invasione dell'Ucraina ha acquisito il soprannome di "Operazione Z", derivato dal simbolo "Z". Il simbolo ha la forma della lettera latina Z, invece dell'equivalente lettera cirillica "З" (Ze) usata nell'alfabeto russo.

### Significati
La "Z" è stata usata come simbolo per rappresentare il sostegno all'intervento militare della Federazione Russa.
Il 3 marzo 2022, su Instagram, il Ministero della difesa russo ha dichiarato che il simbolo "Z" è un'abbreviazione della frase "per la vittoria" (in russo за победу?, za pobedu), mentre il simbolo "V" sta per "La nostra forza è nella verità" (in russo сила в правде?, sila v pravde) e "Il compito sarà completato" (in russo задача будет выполнена?, zadača budet vypolnena). Il Ministero della Difesa in seguito suggerì significati alternativi per "Z", incluso "Per la pace" (in russo за мир?, za mir), "Per la verità" (in russo за правду?, za pravdu), e la lettera Z all'interno delle parole inglesi demilitarizzazione e denazificazione, che il presidente russo Vladimir Putin ha affermato essere lo scopo dell'invasione. Nel corso del conflitto infatti entrambi gli schieramenti hanno utilizzato ampiamente richiami all'operato della Germania nazista per fini propagandistici, accusando gli avversari di agire in maniera analoga a esso.
Un'altra interpretazione di "Z" è la parola russa per occidente (in russo запад?, zapad), per designare il distretto militare occidentale o la fanteria diretta a ovest, o con il simbolo "V" che sta allo stesso modo per la parola est (in russo восток?, vostok).
Questo termine è stato utilizzato nell'esercitazione congiunta Zapad 2021 tra Bielorussia e Russia prima dell'invasione.

### Bando
I simboli "Z" e "V" sono stati banditi dall'esposizione pubblica in Ucraina, Lituania, Germania, e Polonia.